# Tatjana Anatoljewna Tarassowa
Tatjana Anatoljewna Tarassowa (russisch Татьяна Анатольевна Тарасова; englisch Tatiana Tarasova;, * 13. Februar 1947 in Moskau, Sowjetunion) ist eine ehemalige sowjetische Eiskunstläuferin, die im Paarlauf startete, und ehemalige sowjetische und russische Eiskunstlauftrainerin.
Tarassowa ist die jüngere von zwei Töchtern des sowjetischen Eishockeyspielers und -trainers Anatoli Tarassow. Im Alter von fünf Jahren brachte ihr Vater ihr das Eislaufen bei, sie startete im Paarlauf mit Alexander Tichomirow und später mit Georgi Proskurin. Nach einer Bronzemedaille 1964 und Silber 1965 bei den sowjetischen Meisterschaften wurde sie mit ihm bei der Weltmeisterschaft 1965 Siebte und bei der Europameisterschaft 1966 Vierte. Aufgrund einer Verletzung im Alter von 18 Jahren musste sie ihre aktive Karriere beenden. 
Ein Jahr später begann Tarassowa auf Anraten ihres Vaters mit der Trainerarbeit. Von 1974 bis 1979 studierte sie an der Staatlichen Hochschule für Körperkultur. in Moskau. 
Sie ist die erfolgreichste Eiskunstlauftrainerin der Geschichte. Als Trainerin hat sie seit 1967 an allen Olympischen Winterspielen und Welt- und Europameisterschaften mehr als 41 Goldmedaillen gewonnen. Bei Olympischen Spielen gewannen ihre Schüler bis zum Jahr 2006 neun Goldmedaillen in drei der vier Disziplinen (Herren, Paare und Eistanzen).
Unter anderem trainierte sie:
- Irina Rodnina & Alexander Saizew
- Alexei Jagudin
- Ilja Kulik
- Natalja Bestemjanowa & Andrei Bukin
- Marina Klimowa & Sergei Ponomarenko
- Sasha Cohen
- Johnny Weir
- Shizuka Arakawa
- Oxana Grischtschuk & Jewgeni Platow
- Shae-Lynn Bourne & Victor Kraatz
- Barbara Fusar-Poli
- Mao Asada

2008 wurde Tarassowa in die Eiskunstlauf Hall of Fame aufgenommen. Bereits im Jahr 1984 bekam sie den Orden der Völkerfreundschaft.
Inzwischen hat sie ihre Trainerkarriere beendet und arbeitet als TV-Kommentatorin.

## Privates
Tarassowa war dreimal verheiratet. Ihre ersten beiden Ehen waren nur von kurzer Dauer: Die erste scheiterte schon nach zwei Jahren, da ihr Arbeitspensum das Familienleben ruinierte, und die zweite Ehe endete auch nach kurzer Zeit mit dem Suizid ihres Mannes. Mit 31 Jahren lernte sie den bekannten russischen Pianisten und Volkskünstler der UdSSR Wladimir Krainew (1944–2011) kennen, der als Professor an der Musikhochschule Hannover tätig war, und war mit ihm bis zu seinem Tod verheiratet. Sie hat keine Kinder, hat aber zu ihrem Neffen ein fast mütterliches Verhältnis.